# ۱۱ ژوئیه
۱۱ ژوئیه/جولای صد و نود و دومین (در سال‌های کبیسه صد و نود و سومین) روز سال در گاه‌شماری میلادی است. ۱۷۳ روز تا پایان سال باقی‌است.

## رویدادها
- ۱۹۴۰ - فرانسه ویشی تشکیل و مارشال پتن نخست وزیر آن شد.
- ۱۹۴۰ - رومانی از جامعه ملل کناره گرفت.[۱]
- ۱۹۵۰ - پاکستان به بانک جهانی و صندوق بین‌المللی پول پیوست.
- ۱۹۶۰ - فرانسه استقلال داهومی (بنین کنونی)، ولتای علیا (بورکینافاسو کنونی) و نیجر را به رسمیت شناخت.
- ۱۹۶۶ - جام جهانی فوتبال ۱۹۶۶ در لندن انگلستان آغاز شد.
- ۱۹۷۱ - معادن مس در شیلی ملی اعلام شدند.
- ۱۹۷۷ - نشان افتخار آزادی رئیس‌جمهوری ایالات متحده به مارتین لوتر کینگ اهدا شد.
- ۱۹۷۸ - در اثر انفجار یک کامیون حامل گاز مایع در شهر ساحلی تاراگونا اسپانیا ۲۱۶ گردشگر کشته شدند.
- ۱۹۷۹ - اسکای لب نخستین ایستگاه پژوهشی ناسا هنگام بازگشت در زمان ورود به جو زمین برفراز اقیانوس هند منفجر و از بین رفت.
- ۱۹۹۵ - کشتار سربرنیتسا به وقوع پیوست.
- ۲۰۰۶ - در اثر انفجار هفت بمب در عرض ۱۱ دقیقه در متروی بمبئی هند ۲۰۹ تن کشته وبیش از ۷۰۰ تن دیگر زخمی شدند. سه روز بعد گروه تروریستی موسوم به لشکر قحار مسئولیت این انفجارها را برعهده گرفت.
- ۲۰۱۰ - در اثر دو حمله انتحاری در کامپالا پایتخت اوگاندا که گروه الشباب مسئولیت آن را بر عهده گرفت ۷۴ تن کشته و ۷۰ نفر دیگر زخمی شدند.
- ۲۰۱۲ - منجمان اکتشاف استوکس قمر پنجم پلوتو را تأئید کردند.

## زادروزها
- ۱۹۲۰ - یول برینر، بازیگر آمریکایی

## مناسبت‌ها
- روز جهانی جمعیت[نیازمند منبع]